# Linajärv
Linajärv (est. Linajärv) – jezioro w gminie Mustjala w prowincji Saare w Estonii. Położone jest na północ od miejscowości Rahtla. Wchodzi w skład rezerwatu Koorunõmme looduskaitseala. Ma powierzchnię 3,1 hektara, linię brzegową o długości 1148 m.
Brzegi jeziora stanowią tereny bagienne, jezioro jest w dużym stopniu zarośnięte. Sąsiadują z nim trzy niewielki jeziora Ruusmetsa järv, Liisagu järv i Rahtla Kivijärv. Na zachód od niego znajduje się jezioro Kooru järv.